# Nematico
Col termine nematico si indica un tipo di cristalli liquidi dotati di ordine nella orientazione delle molecole (per esempio le molecole sono in media parallele le une alle altre) ma non nella posizione delle molecole stesse. Differiscono dalle mesofasi smectiche per l'assenza di più piani sovrapposti in cui giacciono le molecole.
Un cristallo liquido nematico scorre come un liquido, ma ha proprietà ottiche simili a quelle di un cristallo. Un nematico si allinea facilmente per effetto di un campo elettrico o magnetico esterni e, in strati di alcuni micron, perfino per effetti superficiali. Questo è alla base del loro utilizzo negli schermi a cristalli liquidi (LCD).